# Mauroraphidia
Mauroraphidia is een geslacht van kameelhalsvliegen uit de familie van de Raphidiidae. 
Mauroraphidia werd voor het eerst wetenschappelijk beschreven door H. Aspöck, U. Aspöck & Rausch in 1983.

## Soort
Het geslacht Mauroraphidia omvat de volgende soort:
- Mauroraphidia maghrebina H. Aspöck et al., 1983